# رودخانه لاب
رودخانه لاب (به انگلیسی: Lab (river)) رودخانه‌ای به‌طول ۷۲ کیلومتر است که در کوزوو جریان دارد.